# Konstantinos Kourouniotis
Konstantinos Kourouniotis (griechisch Κωνσταντίνος Κουρουνιώτης; * 1872 in Chios; † 1945 in Athen) war ein griechischer Klassischer Archäologe.

## Leben
Kourouniotis begann an der Universität Jena Archäologie zu studieren. 1890 wurde er im Corps Saxonia Jena aktiv. Als Inaktiver wechselte er an die Ludwig-Maximilians-Universität München, an der er 1893 zum Dr. phil. promoviert wurde. Seine lange Karriere im Archäologischen Dienst begann er 1905 als Ephor der archäologischer Stätten Athens. Von 1914 bis 1933 war Kourouniotis Sektionschef für Archäologie im griechischen Kultusministerium und war zeitweise auch Direktor des Archäologischen Nationalmuseums Athen. 1935 wurde er Leiter des Epigraphischen Museums Athen. 1929 wurde er Mitglied der Akademie von Athen.
Kourouniotis nahm an mehreren Ausgrabungen teil, so auf Milos, Antikythira, Olympia und Eleusis. Im Jahr 1902 begann die Archäologische Gesellschaft von Athen unter seiner Leitung mit der systematischen archäologischen Erforschung der Region um den Apollontempel bei Bassae. Ab 1917 war Kourouniotis mit der Erforschung des Demeterheiligtums in Eleusis befasst. In seinen Publikationen machte er sich auch um die populäre Vermittlung der Forschungsergebnisse und musealen Sammlungsbestände verdient.

## Schriften
- Herakles mit Halios geron und Triton auf Werken der älteren griechischen Kunst. München 1893. GoogleBooks
- Κατάλογος του Μουσείου Λυκοσούρας (Katalog des Museums in Lykosoura). Athen 1911.